# Rotaprint

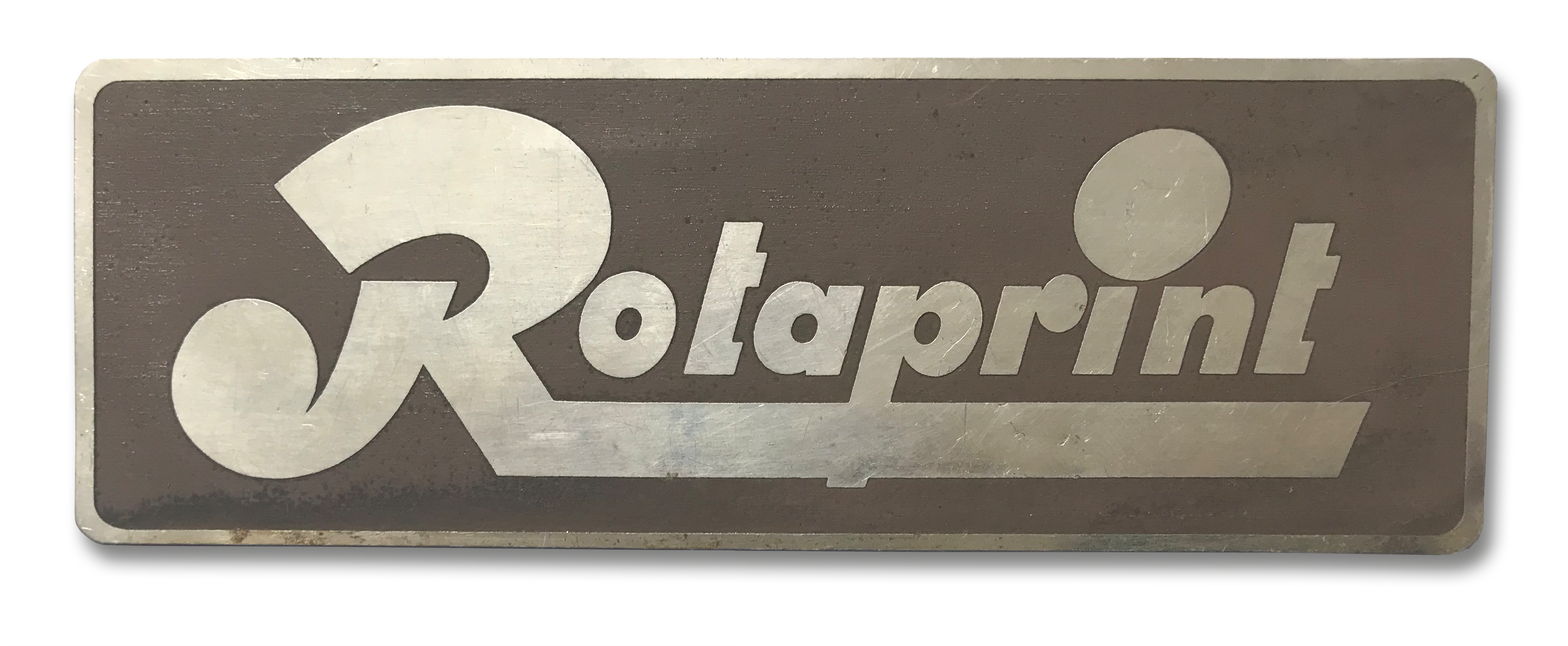
Rotaprint Firmenlogo, Anfang 1980er Jahre

Der Druckmaschinenhersteller Rotaprint war im ehemaligen Berliner Bezirk Wedding (heute: Ortsteil Gesundbrunnen) ansässig und gilt als Pionier des Kleinoffsetdrucks.

## Firmengeschichte

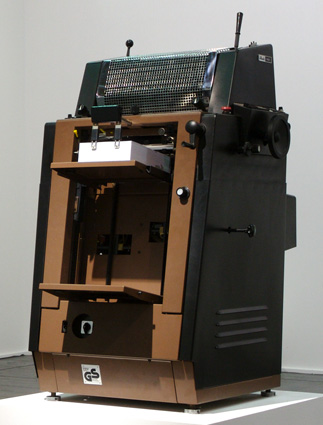
Kleinoffsetdruckmaschine Rotaprint 45K

Im Jahr 1904 wurde die Vorgängerin von Rotaprint, die Deutsche Maschinen Vertriebsgesellschaft gegründet. Zunächst in der Sophienstraße ansässig produzierte die Firma ab 1916 in der Reinickendorfer Straße 46 und prägte in den folgenden Jahrzehnten den Block zwischen Gottsched- und Wiesenstraße nachhaltig.
Bereits ab 1906 produzierte die Firma die Kopiermaschine Viktoria, eine Kurbelmaschine für 10–12 Kopien. 1912 kam die „Viktoria Record“ auf den Markt, 1918 die Viktoria 18. Vervielfältigung war in den Jahren nach dem Ersten Weltkrieg eine nachgefragte Technik. 1922 wurde die erste Rotaprint Offsetdruck- und Vervielfältigungsmaschine produziert, ein Vervielfältigungsapparat mit Handbetrieb, der das noch wenig bekannte Offsetdruck-Verfahren auf das Kleinformat übersetzte. 1923 gab es diese Maschine mit elektrischem Motor: Rotaprint hatte die erste Kleinoffsetdruckmaschine erfunden. 1926 wurde die Deutsche Maschinen Vertriebsgesellschaft in Rotaprint GmbH umbenannt, 1929 in Rotaprint AG. In diesen Jahren entwickelte Rotaprint die Technik weiter: den Rotaprint-Rollendrucker DIN A4 mit Anlegevorrichtung, mit Schneidevorrichtung, mit Perforier-Einrichtung, dann die Rotaprint R 30 als Stapeldrucker DIN A3. Über 300 Beschäftigte arbeiteten in der Fabrik an der Fertigung von Kleinoffsetdruckmaschinen.
Während des Zweiten Weltkriegs stellte der Betrieb auf Rüstungsfertigungen um. Rotaprint-Maschinen waren „kriegswichtig“. Die Firma beschäftigte Zwangsarbeiter. Nach den alliierten Luftangriffen von 1945 waren 80 Prozent der Produktionsstätten zerstört.
Im Jahr 1951 wurden die Flachbauten an der Gottschedstraße anstelle der zerstörten Vorderhäuser errichtet um der wachsenden Produktion gerecht werden können. Im selben Jahr ging der Rotaprint-Expreß, ein Vorführwagen mit fahrender Ausstellung auf Deutschlandtour und bewarb die neue Technik. Rotaprint hatte jetzt wieder an die 500 Mitarbeiter. Die R 20 wurde entwickelt für das DIN A2-Format, die R 40 mit Sauganleger für den Prospektdruck. Ab 1953 wurden weitere Grundstücke im Blockinneren hinzugekauft um Produktionshallen zu bauen. Im Jahr 1954 feierte die Rotaprint AG ihr 50. Jubiläum. In der zweiten Hälfte der 1950er Jahre hatte Rotaprint bis zu 1000 Beschäftigte, 60 Prozent der Produktion gingen in den Export.
In diesen Jahren ging Rotaprint daran, dem gesamten Standort durch gestalterisch anspruchsvolle Neubauten eine moderne Identität zu geben. Der größte Teil dieser Bauten wurde von dem Architekten Klaus Kirsten entworfen.
Im Jahr 1956 wurde der Querriegel im Hof Gottschedstraße 4 im alten Volumen wiederhergestellt. Es entstand das gläserne „technische Büro“ von Klaus Kirsten. 1957–1958 entstand ein Verwaltungsgebäude mit Montagehalle in der Wiesenstraße 29 von Otto Block. 1957–1959 baute Klaus Kirsten einen neuen Komplex an der Ecke Gottsched-/Bornemannstraße. Hier entstand ein auffälliger Kopfbau, der unvollendet bleibt, ein fünfgeschossiges Bürogebäude mit Rasterfassade und eine Montagehalle mit gläserner Treppenaufgang. 1958–1959 wurde ebenfalls nach Plänen von Klaus Kirsten auf dem Grundstück Reinickendorfer Straße 44/45 ein fünfgeschossiges Tischlerei- und Lehrwerkstättengebäude gebaut.
In den 1950er und 1960er Jahren erlebte die Firma Rotaprint einen Aufschwung, wie er beispielhaft für das Wirtschaftswunder in Deutschland nach dem Zweiten Weltkrieg war. 1968 erhielt Direktor Paul Glatz eine Auszeichnung für internationale wirtschaftliche Zusammenarbeit. Der Export war weiterhin ein wichtiges Standbein der Firma. In den 1970er Jahren begann die Firma zu straucheln. Das Aufkommen der Fotokopierer und später der Personal Printer ersetzte die Kleinoffsetdruckmaschine und verdrängte sie vom Markt. Mitte der 1980er Jahre war der Betrieb verschuldet. Das Land Berlin erwarb das rund 36.000 m² Gelände der Firma Rotaprint zum Verkehrswert in der Hoffnung, den Weddinger Betrieb für den Bezirk erhalten zu können. Noch 1988 gab es eine letzte Hoffnung, als ein US-amerikanischer Investor in die Firma einstieg. 1989 ging die damals älteste Kleinoffset-Druckmaschinenfabrik der Welt in Konkurs. Im Oktober 1989 fand die Versteigerung des Firmeninventars statt. Das Gelände fiel an den Bezirk Wedding, der die Verwaltung übernahm.

## Baudenkmal Rotaprint-Fabrik

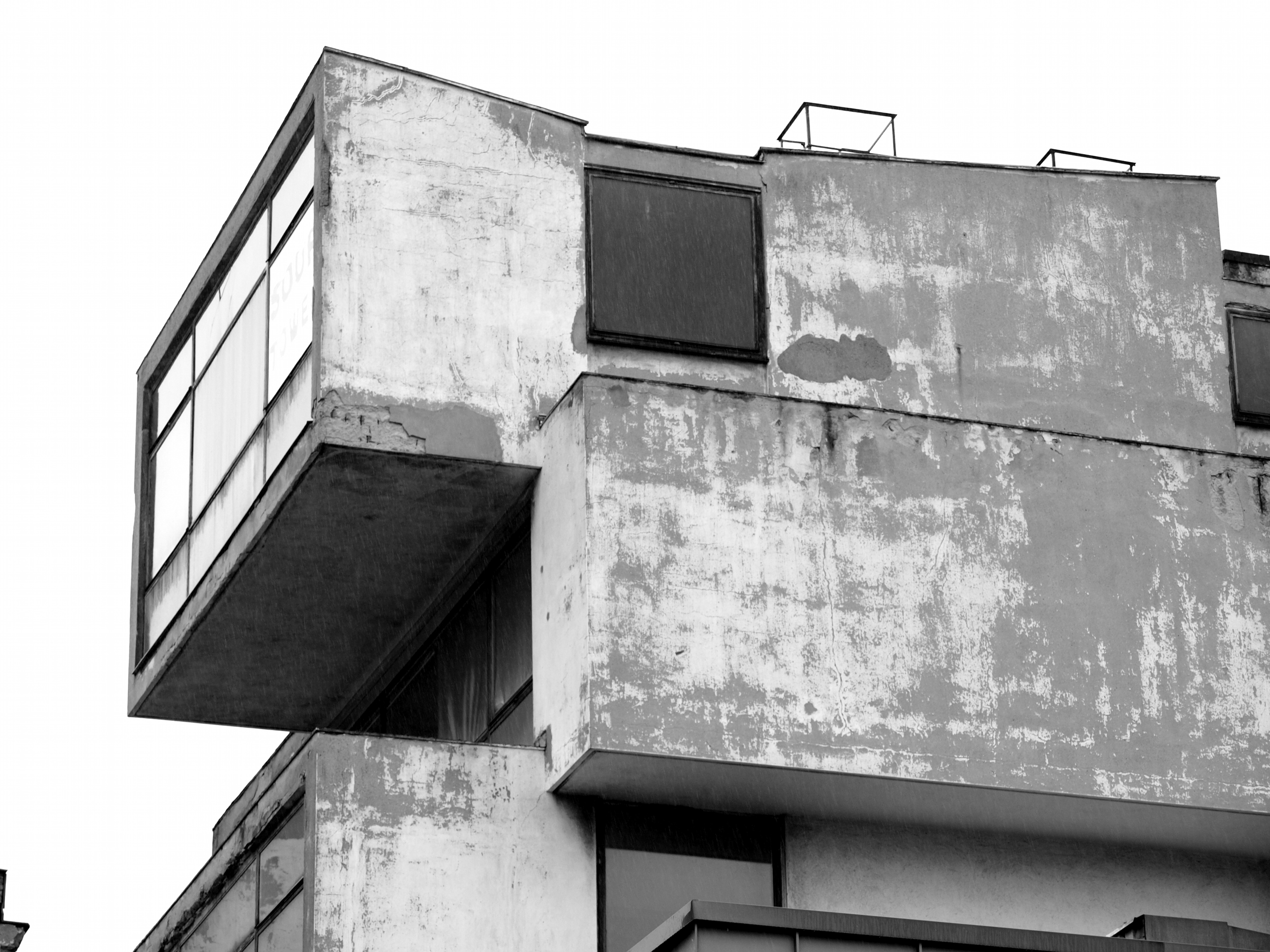
Architekturdetail des inzwischen denkmalgeschützten Gebäudekomplexes der Rotaprint in Berlin-Gesundbrunnen

Im Jahr 1991 wurde der große Betriebshof Gottschedstraße 4 / Ecke Bornemannstraße 9/10 und das separat liegende Gebäude Wiesenstraße 29 von Landeskonservator Helmut Engel unter strengen Denkmalschutz gestellt. Die Produktionshallen im Blockinneren erhielten diesen Schutz nicht und wurden 1992 abgerissen.
Das unter der Bezeichnung Rotaprint-Fabrik eingetragene ehemalige Betriebsgelände der Rotaprint AG umfasst sowohl Gewerbebauten von um 1904, als auch prägnante Bauten der Nachkriegsmoderne aus den 1950er Jahren, die von den Berliner Architekten Klaus Kirsten und Heinz Nather geplant wurden. Das Gelände hat als einzigartiges industriegeschichtliches Architekturdenkmal Ensembleschutz.

## Nachnutzung des Standortes
Das Gelände Gottschedstraße 4 / Ecke Bornemannstraße 9/10 wird seit 2007 von der ExRotaprint gGmbH bewirtschaftet und bietet Raum für Gewerbebetriebe, Künstler und soziale Einrichtungen. Das Atelierhaus in der Wiesenstraße 29 ist 2009 von der Genossenschaft Wiesenstraße 29 eG übernommen worden. Das durch Abriss der Produktionshallen entstandene Brachgelände wurde aufgeteilt. Die Flächen Uferstraße 19/20 und Bornemannstraße 15 gehören der landeseigenen Wohnungsbaugesellschaft Gesobau AG. Die Flächen an der Reinickendorfer Straße 41 und Wiesenstraße 31 wurden 2004 vom Discounter Lidl erworben.